# Ōta Sukemasa
Ōta Sukemasa (太田資正?; 1522 – 1591) è stato un samurai giapponese del periodo Sengoku appartenente al clan Ōta.
Signore del castello di Iwatsuke nella provincia di Musashi e servitore del clan Ōgigayatsu Uesugi. Accettò di sottomettersi agli Hōjō ma in seguito si ribellò alleandosi ai Satomi, assieme ai quali fu sconfitto nella battaglia di Kōnodai (1564). Successivamente si alleò a Satake Yoshishige. 